# Vladislav Bronjevski
Vladislav Bronjevski (polj. Władysław Broniewski; Plock, 17. decembar 1897 – Varšava, 10. februar 1962) bio je poljski pesnik i vojnik.

## Biografija
Bronjevski se kao mladić borio najpre u Prvom svetskom ratu, a potom i u Poljsko-sovjetskom ratu. Za zasluge je dobio orden Virtuti Militari, najviše poljsko odlikovanje za hrabrost na bojnom polju.
Tokom 1930-ih njegovi politički stavovi su bili levičarski. Kada je Nemačka napala Poljsku 1939. godine on je napisao pesmu koja hrabri Poljake da ostave po strani svoja politička neslaganja i da se odupru agresoru. Kada je Poljsku napao i Sovjetski Savez Bronjevski se zatekao u Lvivu. Isprva je objavljivao svoje pesme u novinama koje su izdavali Sovjeti, ali je uskoro uhapšen od NKVD-a pod lažnom optužbom za huliganstvo i nakon četiri meseca je prebačen u zatvor Lubjanka u Moskvi gde je proveo još 13 meseci. Napustio je Sovjetski Savez sa poljskom vojskom i preko Irana stigao do Iraka a zatim Palestine.
Nakon Drugog svetskog rata i uspostavljanja Narodne Republike Poljske, napisao je  važnu i politički obojenu pesmu Słowo o Stalinie (Reč o Staljinu) 1951. godine. Potom je postao važna politička ličnost i od strane vlasti je bio proglašen za najvećeg nacionalnog pesnika. Ipak, Bronjevski je zadržao određeni nivo nezavisnosti. Takođe je bio nadareni prevodilac poezije i proze prevodeći, između ostalih, dela Dostojevskog, Jesenjina, Majakovskog i Brehta.
Poslednje godine života je proveo u borbi sa alkoholizmom. Preminuo je u Varšavi.

## Poezija
Poezija Bronjevskog se bavi teškoćama ljudskog života u kontekstu istorijskih događaja kao što su ratovi i revolucije (npr. Pariska komuna), kao i pitanjima pravde i nepravde, borbe za slobodu, patriotizma i lične patnje. Potonji aspekt je primetan u ciklusu Anka, posvećenom uspomeni na pesnikovu tragično preminulu kćerku Anu koja se otrovala plinom 1954. godine. Ovaj ciklus je često upoređivan sa ciklusom Tužaljke Jana Kohanovskog. Još jedna važna pesma Bronjevskog je Balade i romanse (polj. Ballady i romanse) koja se bavi holokaustom. Junakinja pesme je 13-godišnja Jevrejka Rifka koja umire zajedno sa Isusom pod nacističkim rafalima. Bronjevski je bio konzervativan po pitanju pesničke forme. Koristio je klasične forme stihova i tradicionalnog metra. Često je koristio daktilski metar.

## Zbirke poezije
- Wiatraki (1925)
- Dymy nad miastem (1927)
- Troska i pieśń (1932)
- Krzyk ostateczny (1938)
- Bagnet na broń (1943)
- Drzewo rozpaczające (1945)
- Nadzieja (1951)
- Anka (1956)

## Bibliografija
- Broniewski, Władysław. Pamiętnik 1918–1922. Warszawa: Państwowy Instytut Wydawniczy, 1987.

## Spoljašnje veze
- Władysław Broniewski